# Conservatore di Roma
I Conservatori di Roma o della Camera Capitolina erano i tre magistrati che, insieme al Priore dei Caporioni, costituivano il Magistrato Romano nel periodo compreso tra il XIII secolo e il 1870, anno della fine del potere temporale dei Papi.
Talvolta, essi erano anche detti Conservatores Camerae Alme Urbis o Conservatori del popolo romano. Tale magistratura cittadina, che rappresentava il potere esecutivo, si ispirava nelle sue funzioni ai consoli romani dell'antichità.

## Storia
La presenza dei Conservatori è nota fin dal 1223 inizialmente sotto forma di supplenza dei Senatori di Roma (Conservatores Camere Alme Urbis loco Senatoris) e si protrasse ininterrottamente fino al 1866. La carica era stata istituita successivamente all'uso di nominare Senatori, i quali erano di solito nobili di provenienza forestiera e ignari delle leggi e delle consuetudini della Città. I Conservatori, pertanto, si occupavano di vigilare sull'osservanza e sul mantenimento degli Statuta soprattutto da parte dei senatori stessi, sulle condizioni e sulla manutenzione delle mura, dei ponti e delle strade della città, sulla conservazione dei monumenti pubblici con l'onere di reperire i relativi fondi, oltre a ricoprire numerose altre prerogative. Essi rappresentavano il vertice dell'amministrazione cittadina di Roma (detta Camera Capitolina) e per le loro funzioni erano considerati gli eredi degli antichi edili romani.
I compiti dei conservatori vennero esplicitati per la prima volta negli Statuti del 1523, ad esempio nell'azione di contrasto dei monopòli contrari agli Statuti stessi.
La loro autonomia che era andata progressivamente aumentando durante la Cattività avignonese, fu sensibilmente ridimensionata al ritorno a Roma del Papa Martino V Colonna che, nella sua opera di risanamento delle istituzioni ecclesiastiche e civili, ne aumentò la dipendenza dalla Curia romana: non era infatti rara la nomina a Conservatore da parte degli stessi pontefici.
La loro residenza era l'omonimo Palazzo sulla piazza del Campidoglio con gli annessi uffici e archivi del Senato romano. I Conservatori ricevevano nelle proprie mani il giuramento del nuovo Senatore di Roma.

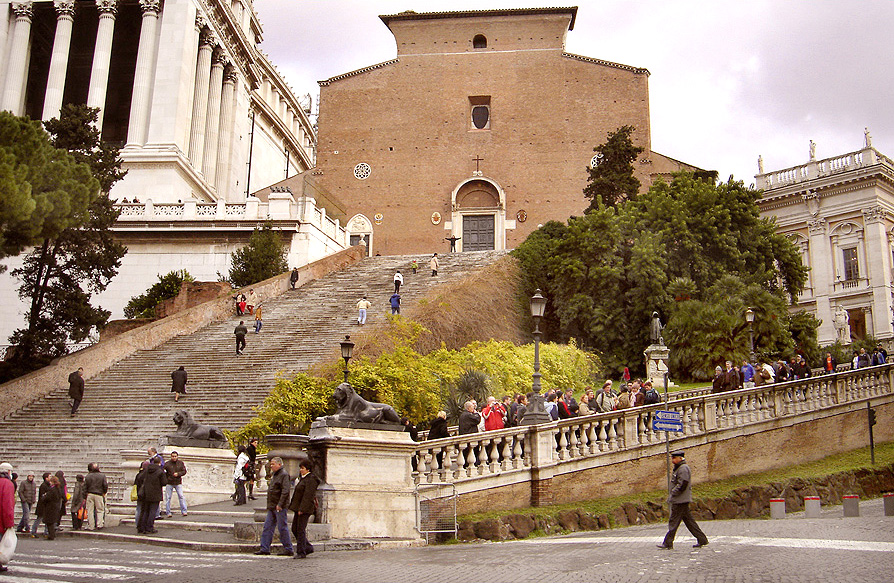
Basilica dell'Ara Coeli

Essi venivano estratti sulla base di liste redatte per ciascuno dei 14 rioni dai relativi capo-rioni, noti come banderesi dal 1262, che, insieme agli imbussolatori, formavano l'elenco degli eleggibili che venivano messi nel bussolo ed estratti alla presenza dei principali rappresentanti della municipalità e della Curia nella basilica dell'Ara Coeli in Campidoglio, ogni tre mesi (dopo il 1731 ogni sei mesi, ma ci furono casi in cui si arrivò persino a superare i due anni) tra le principali famiglie romane e poi dalle 180 nobili descritte nella Bolla Urbem Romam del 1746.

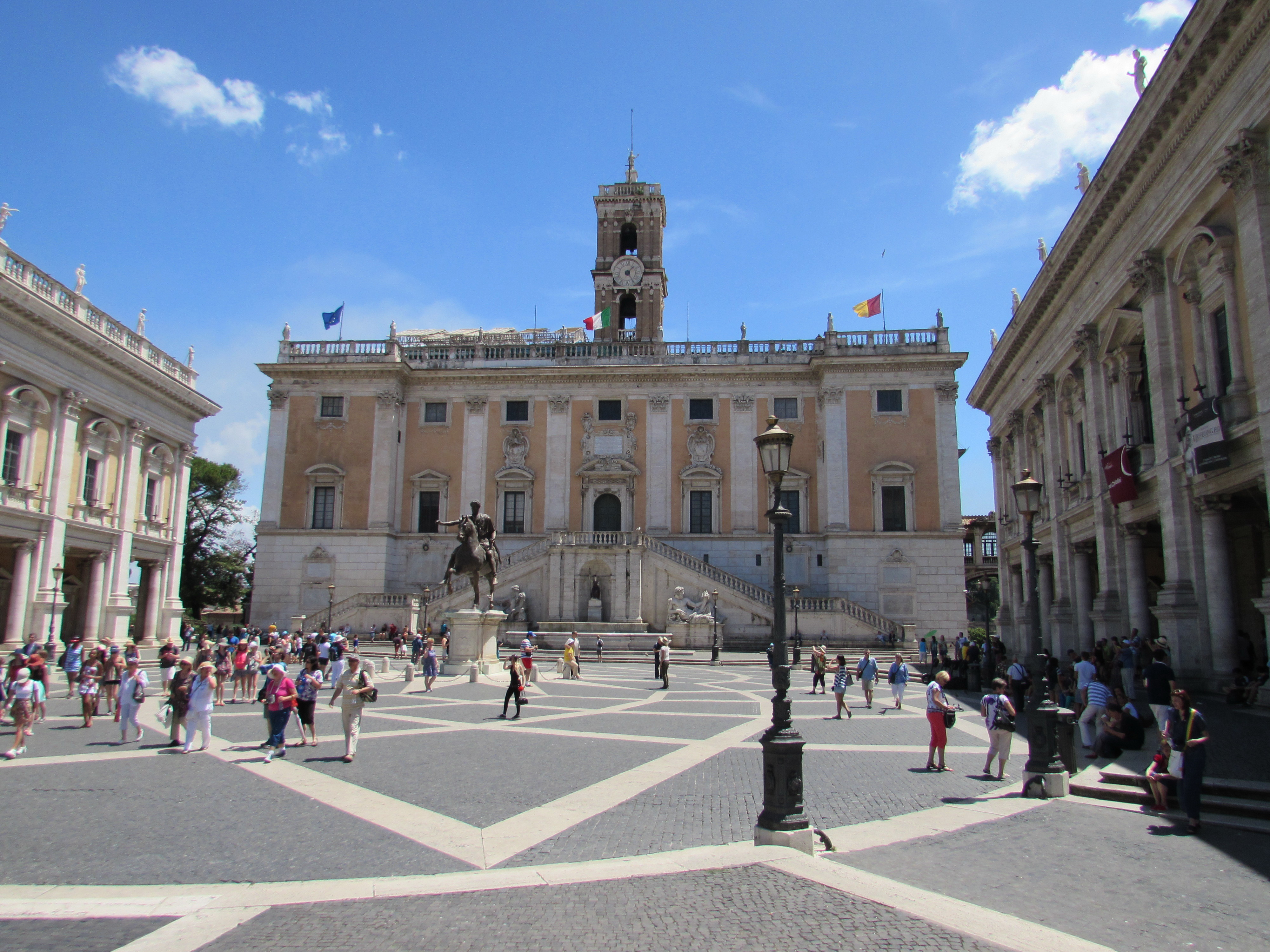
Piazza del Campidoglio

### Eleggibilità

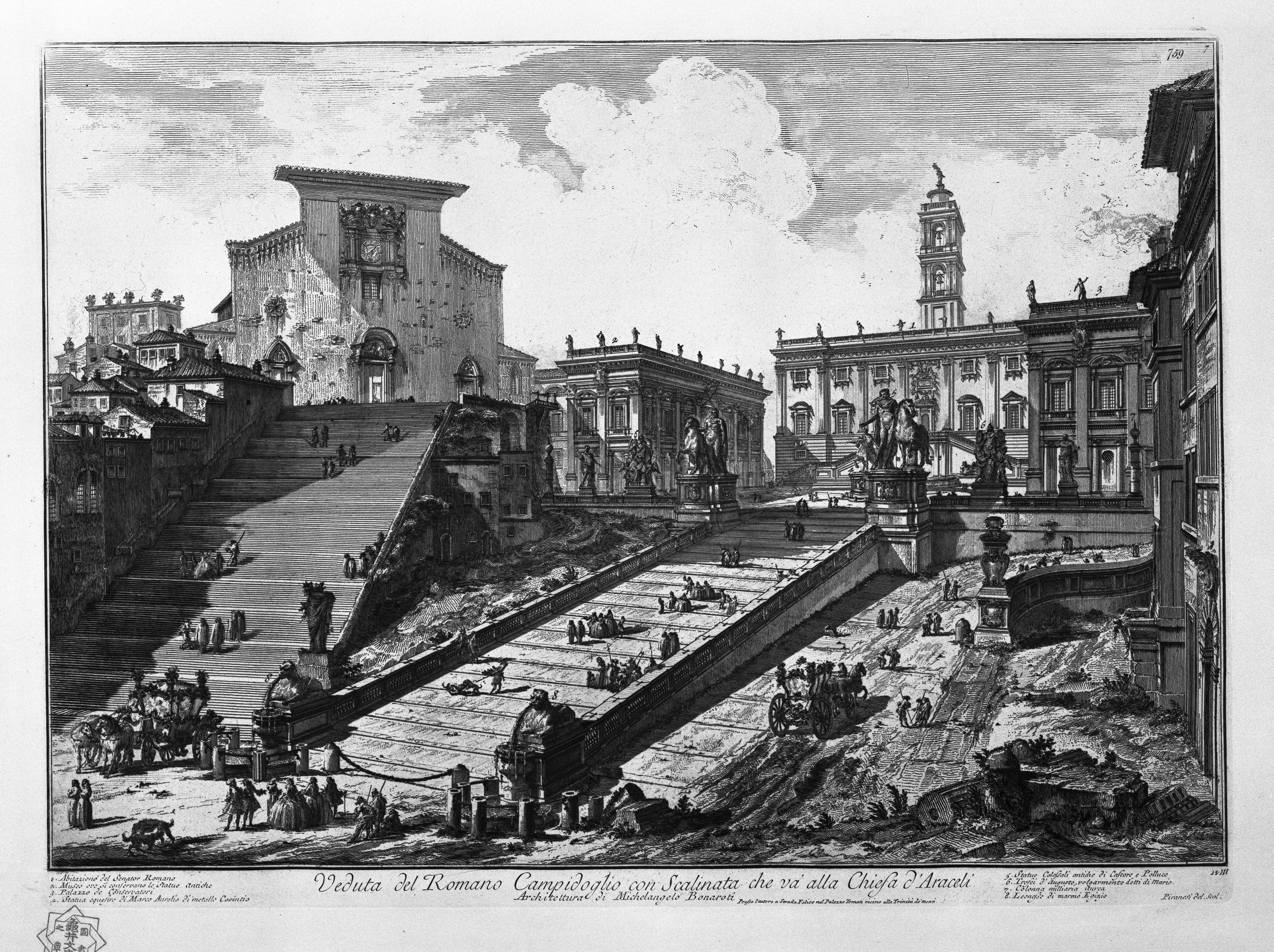
Stampa settecentesca del Campidoglio e Ara Coeli (a sinistra)

L'elezione all'ufficio era molto ambita, sia per il cospicuo compenso, sia perché l'elezione attribuiva automaticamente alla famiglia dell'eletto il rango della nobiltà municipale o civica romana (patriziato). All'elezione seguiva un protocollo molto complesso, per cui una volta avvenuta non poteva ripetersi se non dopo una sospensione di almeno due mandati. Le famiglie che, tuttavia, si fregiarono di tale dignità più frequentemente furono, comunque, soprattutto quelle di più antico radicamento nel patriziato romano, che pur permettendo l'inserimento di nuove famiglie nelle cariche cittadine, tese a mantenere saldo il controllo sulle cariche più importanti all'interno del nucleo più antico di esso; tra le più presenti spiccavano infatti su tutte i Mattei nei loro diversi rami che, solo tra 1500 e 1564, ricoprirono il Conservatorato per ben 23 volte, seguiti dagli Altieri, i Caffarelli, i Capranica, i Cenci, i Crescenzi, i Del Bufalo, i Mancini, i Santacroce, seguite, a loro volta, da diverse altre (Alberini, Albertoni - Paluzzi, Arcioni, Astalli, Boccabella, Boccamazza, Boccapaduli, Capizucchi, Capocci, Capodiferro-Maddaleni, Castellani, Cesarini, Della Valle, Fabi, Ginanni, Leni, Maccarani, Margani, Massimo, Mellini, Muti, Naro, Paoli, Papazzurri, Planca Coronati, Ponziani, Porcari, Sanguigni, Tedallini ecc.) : questo, nonostante che il ceto nobiliare romano fosse necessariamente "aperto", grazie al continuo afflusso nella città di nuove famiglie al seguito dei papi, in alcuni casi perfino di origine straniera.  
Tali famiglie che andarono a costituire il ceto del patriziato cittadino, originariamente erano quelle che Paolo Giovio definì come nobiltà della seconda squadra le cui entrate sin dal XIV secolo, derivavano quasi esclusivamente dall'esercizio del bovattiere ossia dell'allevatore di bestiame o del mercante di campagna, dall'appalto delle gabelle, dalla mercatura e dal prestito di denaro o del lucroso commercio dei tessuti, differenziandosi cioè dalla decina o poco più di famiglie che costituivano il nucleo della aristocrazia feudale, le cui entrate erano costituite in larga parte da rendite feudali, dall'esercizio dei diritti baronali e dalle condotte militari, alle quali le famiglie della nobiltà civica sistematicamente fornivano, schierate nel quadro delle tradizionali alleanze famigliari, appoggio finanziario e militare durante le lotte per il predominio della Città.

### Compiti dei Conservatori
I Conservatori erano designati dal Papa a rappresentare il senato e il popolo romano per un limitato periodo di tempo: essi erano preposti alla gestione economica della città.
Il Tribunale dei Conservatori, da loro presieduto, aveva il potere di emettere sentenze giudiziarie sulle controversie economiche e amministrative della città, e di emettere ordinanze su varie materie: esso fu soppresso infine nel 1847 con la riforma promulgata da Pio IX tramite legge speciale sotto forma di motu proprio del 1 ottobre 1847 (Struttura e organizzazione municipale e dell'amministrazione degli uffici), che portò inoltre i Conservatori da tre a otto, con la soppressione del Priore dei Caporioni. I Conservatori erano responsabili, oltre che della gestione economica, anche della sicurezza della città: particolare importanza avevano i compiti di vigilanza della stabilità dei prezzi dei grani e la gestione dell'ordine pubblico, anche nel caso della sicurezza delle feste e delle celebrazioni pubbliche, come ad esempio il Carnevale, presenziando ad esse. Tali ministri erano distinti da quello del senatore di Roma (carica solitamente vitalizia, di cui essi esercitavano le funzioni in sua mancanza), sui ricorsi presentati dai consoli delle arti e di altre materie e del Consolato dell'Agricoltura, e con la piena giurisdizione sui quattro feudi del popolo romano: Magliano Sabina, Cori, Barbarano Romano e Vitorchiano con diritto di visita su di essi. Il ruolo dei Conservatori era particolarmente critico nei periodi di Sede Vacante, tra la morte del Pontefice e l'elezione del successore. Infine, i Conservatori avevano la facoltà di concedere il privilegio di cittadinanza romana.
Essi godevano, tra gli altri privilegi, quello di sostenere le aste del baldacchino del papa durante la cerimonia della sua incoronazione. Nelle cerimonie vestivano dell'abito senatorio (rubbone) di broccato d'oro lungo sino ai piedi con maniche larghe e berrettone nero. Nella firma dei loro atti in rappresentanza del Senato Romano, si servivano della seguente formula: Senatus Populique Romanus auctoritate qua fungimur + S.P.Q.R.